# 탁구
탁구(卓球)는 1명(단식) 또는 2명(복식)의 선수가 탁구 라켓을 사용해 가볍고 속이 빈 공을 탁구대 위에서 네트 건너편으로 쳐넘기며 승부를 겨루는 스포츠로, 핑퐁(ping-pong), 테이블 테니스(table tennis)라고도 한다. 경기는 중앙에 네트가 설치된 딱딱하고 평평한 탁구대 위에서 이루어진다. 서브를 할 때, 선수들은 엔드라인 뒤 탁구대 위에서 떨어지는 공을 쳐서 자신의 코트에 한 번만 튀게 한 후 상대편 코트로 보내야 하며, 이에 실패할 경우 실점한다. 일반적으로 탁구 경기는 속도가 빨라 순발력이 요구된다. 숙련된 선수는 스핀을 통해 공의 궤도를 조절할 수 있으며, 이를 이용해 상대를 공격하고 자신에게 유리한 상황을 만든다.
탁구를 관장하는 국제 기구는 국제 탁구 연맹(ITTF)이다. 1926년 창설된 이 연맹은 2010년 기준으로 210개국의 회원국을 두고 있다. 공식 탁구 규칙은 ITTF 편람에 규정되어 있다. 탁구는 1988년 하계 올림픽부터 하계 올림픽 정식 종목으로 채택되었다. 1988년부터 2004년 대회까지는 남자 단식, 여자 단식, 남자 복식, 여자 복식의 4개 경기 부문으로 구성되어 있었으며, 2008년 대회부터는 남녀 복식이 단체전으로 대체되었다.
중화인민공화국의 대표적인 강세 종목이다.

## 역사

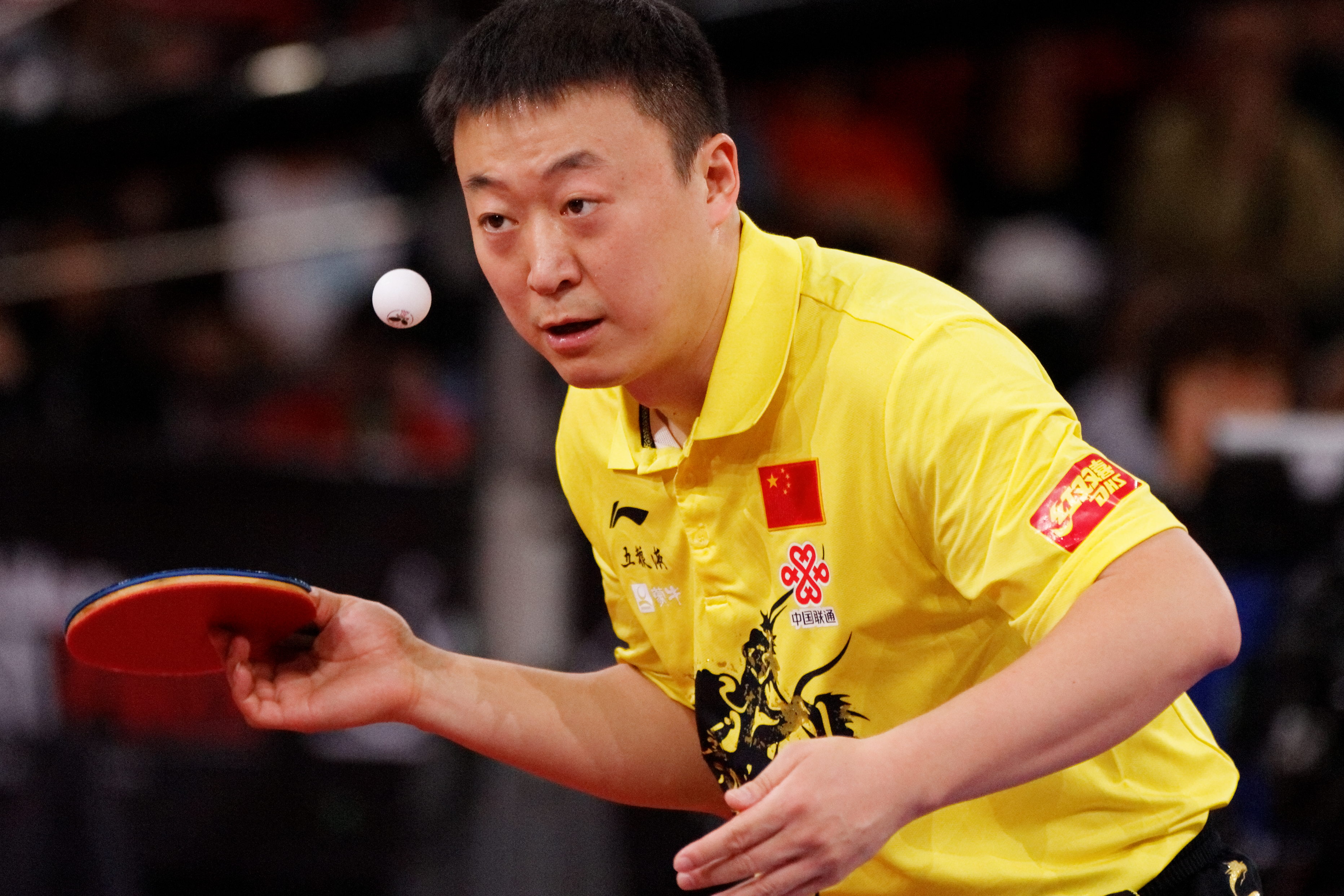
- 2013년 세계 탁구 선수권 남자 복식 준결승전*

탁구는 1880년대 영국 상류층에서 저녁 식사 후 오락으로 즐기기 시작했던 ‘위프 워프’(whiff-waff)라는 놀이에서 유래되었다. 당시 놀이 방식은 테이블의 중앙에 책들을 일렬로 세워서 네트처럼 세워놓고 두 사람이 책 한 권씩을 라켓처럼 사용해서 골프공을 쳐넘기는 것이었다. 이후 시간이 지나면서 담배 상자 뚜껑으로 만든 라켓과 샴페인의 코르크 마개로 만든 공이 사용되기 시작했다. 이것이 훗날 유럽과 미국 지역에서 현대적인 탁구의 형태로 발전되었다. 이 놀이가 인기를 끌면서 전문 생산업체들이 탁구 용품을 생산하여 판매하기 시작하였다. 초기의 라켓은 딱딱한 프레임 위에 양피지를 늘여 씌워서 만들어졌으며, 경기시에 나는 소리를 흉내내어 초기의 이름인 ‘위프워프’와 ‘핑퐁’(Ping-pong)이 생겨났다. 다수의 출처에 따르면 이 놀이는 영국의 대형 장난감 상점인 햄리스에서 ‘고시마’(Gossima)라는 이름의 상품으로 처음 소개되었다. 영국의 생산업체인 J. Jaques & Son Ltd는 1901년 핑퐁이라는 명칭을 상표등록했다. 이에 따라 이전부터 널리 쓰였던 핑퐁이라는 이름은 이 때부터 이 회사에서 판매하는 고가의 관련 용품을 가리키는 말로 주로 사용되었으며 다른 업체들은 ‘탁구’(table tennis)라는 명칭을 사용하기 시작했다. 이러한 명칭의 변화는 Jaques사가 핑퐁이라는 명칭에 대한 권리를 파커 브라더스에 넘겼던 미국에서도 마찬가지로 일어났다.
다음의 큰 변화는 영국의 탁구 동호인이었던 제임스 깁(James Gibb)에 의해 만들어졌다. 그는 1901년 미국 여행에서 셀룰로이드로 만들어진 공의 재미있는 특성을 발견하고 이것이 탁구에 적합하다는 사실을 발견해냈다. 또한 그 직후 같은 해에 E. C. 구드(Goode)는 나무판 위에 돌기나 홈이 있는 얇은 고무를 붙여 만든 현대적인 라켓을 발명했다. 1901년 들어 몇몇 대회가 개최되고 탁구에 대한 책이 나오기 시작하면서 탁구는 본격적으로 대중화의 물결을 타기 시작했다. 1902년에는 비공식적인 챔피언십 대회도 개최되었다. 20세기 초 러시아에서는 탁구가 금지되었는데, 이는 당시 통치자들이 탁구가 사람들의 시력에 악영향을 끼친다고 믿었기 때문이었다.
1921년 탁구 협회(Table Tennis Association)가 영국에서 창설되었으며, 1926년에 이르러 오늘날의 국제 탁구 연맹이 창설되었다. 그리고 우리나라에는 1924년쯤에 들어왔다. 1926년에는 런던에서 최초의 공식적인 세계 탁구 선수권 대회가 개최되었다. 1988년 하계 올림픽에서는 탁구가 정식 종목으로 채택되었다.
1950년대 들어 러버 밑에 스펀지층이 들어간 라켓이 나오기 시작하면서 이전보다 훨씬 많은 스핀을 구사하는 것이 가능해졌고 스피드도 빨라졌다. 이로 인해 탁구 경기의 양상에는 극적인 변화가 일어났다. 스피드 글루가 나오면서 스핀과 스피드는 더욱 향상되기에 이르렀고, 이 때문에 경기의 속도를 늦추는 방향으로 탁구 장비를 제한해야할 필요성이 대두되었다.
2000년 말까지 국제 탁구 연맹은 탁구가 텔레비전을 통한 시청에 좀더 적합하도록 만드는 다음과 같은 일련의 규정 개정을 시행하였다. 첫 번째로, 3.8cm 크기의 옛 탁구공을 4cm 크기의 공으로 교체하였다. 당시 선수들은 라켓의 스펀지층을 더 두껍게 하여 공의 스피드를 높이고 있었고 이렇게 너무 빨라진 공의 속도로 인해 텔레비전을 통한 관전이 불편해졌다는 문제가 있었다. 이 때문에 연맹은 공의 크기를 늘림으로서 공의 공기저항을 증가시켜 공의 속도를 낮추었다. 두 번째로, 연맹은 점수 체계를 21점 시스템에서 11점 시스템으로 변경하였다. 이것은 경기 진행을 좀더 빠르게 만들어 박진감을 가미하기 위한 것이었다. 연맹은 또한 서비스시 서버가 공을 가리는 것을 금지하는 규정을 추가했는데, 이것은 서버측의 과도한 어드밴티지를 억제하고 평균 랠리 회수를 늘리는 효과를 꾀한 것이었다.
오늘날에는 여러 가지 탁구의 변형 스포츠들이 생겨났다. 그 예로는 4.4cm 공을 사용하는 ‘라지볼’(Large-ball) 경기와 같은 것이 있는데, 이는 공의 속도를 낮춘 변형된 형태의 탁구로서 많은 스핀과 빠른 속도로 인해 탁구에 적응하기 어려워하는 일반인들을 위한 성격의 스포츠이다.
스펀지 러버가 사용되기 이전의 탁구를 부활시키려는 움직임도 있다. 리하(Liha)나 하드배트 탁구가 그것인데, 이것들은 스펀지층이 없는 1940~60년대 스타일의 고무 러버를 사용하여 공의 속도와 스핀에 의한 마그누스 효과를 낮춘 것이다. 이러한 조건에서는 일정 수준 이상의 선수를 상대로 한 번에 결정타를 날리는 것은 거의 불가능하기 때문에, 하드배트 탁구에서는 스핀과 스피드를 이용한 공격 일변도의 플레이보다는 상대의 특성 등을 고려한 다양한 전략과 전술을 구사하여 자신에게 유리한 상황을 만드는 것이 중요해진다.

## 경기장
탁구대가 놓인 경기장의 크기는 최소 14×7m, 천장까지의 높이는 4m 이상이 되어야 한다. 조명은 4m 이상의 높이에 설치되어야 하며 밝기는 시합 표면 위로 고르게 600럭스 이상을 유지해야 한다.

## 장비

### 공
국제 규정에 따르면 공은 지름 4cm에 무게 2.7g의 규격을 만족해야 한다. 또한 30.5 cm 높이에서 반발 계수 0.89~0.92의 표준 스틸 블록 위에 떨어뜨렸을 때 24~26cm의 높이로 바운드 되어야 한다.
4cm 공은 2000년 하계 올림픽 이후부터 도입되었다. 4cm 공은 기존의 3.8cm 공에 비해 속도가 더 느리고 스핀이 덜 걸린다. 중국 국가대표팀은 이러한 규정 변화가 빠른 공격과 스매시로 세계 탁구계에서 우위를 점하고 있는 중국 선수들을 견제하기 위한 의도라고 주장하며 이 조치에 반대했던 바 있다.
공의 재료로는 플라스틱 또는 셀룰로이드 재질이 사용되며, 속이 비어 있어 가볍고 잘 튀긴다. 표면은 흰색 또는 오렌지색으로 칠해지며, 무광택 처리가 되어 있다. 공의 색깔은 탁구대 및 주변 경기장의 색상과 구분이 잘 되는 것으로 사용한다. 예를 들어, 흰색 공은 회색 탁구대보다는 녹색이나 파란색 탁구대에서 가시성이 높다.
공의 표면에 인쇄된 별의 개수는 품질을 나타낸다. 3개의 별이 가장 높은 품질을 나타내며, 공식 대회에서 공인구로 사용되는 것이다. 셀룰로이드 재질의 화재 위험으로 인해 2015년부터는 플라스틱 재질만 공인구로 사용하고 있다.

### 탁구대

- 비공인 규격 탁구대의 모식도*

탁구대 혹은 테이블(table)은 길이 2.74m(9피트), 너비 1.525m(5피트)에 높이 76센티미터의 매소나이트(하드보드 재료의 하나)) 또는 그와 유사한 재질의 목재로 만들어진다. 표면은 마찰력이 적어지도록 부드럽게 코팅된다. 탁구대 중앙에는 높이 15.25 cm, 폭 183cm의 네트가 설치된다. 국제 탁구 연맹은 탁구대의 색상으로 녹색 또는 파란색만 허용하고 있다. 바닥에서 탁구대 표면까지의 높이는 76cm가 되어야 한다. 표면의 둘레에는 폭 2cm의 흰 선이 표시되어 있다.

### 라켓
탁구 라켓 또는 탁구채는 합판 재질로 만들어지며 한쪽 면 또는 양쪽 면에 러버를 붙인다. 라켓의 나무 부분은 ‘블레이드’(blade)라 불리며 대개 1~7겹의 나무, 코르크, 섬유 유리, 탄소 섬유, 알루미늄 섬유 혹은 케블라 소재 합판으로 만들어진다. 블레이드에 사용되는 소재에는 85% 이상의 비율의 목재가 포함되어 있어야 하며, 그 외에 사용되는 소재에는 특별한 제한이 없다. 블레이드의 소재로 널리 사용되는 목재의 종류에는 발사, 림바, 호두나무, 사이프러스, 히노키 등이 있다. 블레이드의 평균적인 크기는 길이 16.5 cm(6.5인치)에 너비 15 cm(6인치)이다. 블레이드의 크기나 모양에는 특별한 제한이 없지만, 이 크기가 모든 플레이 스타일에 가장 적합한 크기로 알려져 있다.
탁구 규정은 라켓의 양면에 서로 다른 재질의 러버를 사용하는 것을 허락하고 있다. 양면에 다른 재질의 러버를 사용하는 것은 공의 스피드와 스핀의 세기를 다양하게 조절할 수 있게 해주며, 상황에 따라서는 스핀이 전혀 걸리지 않는 러버를 사용할 수도 있다. 예를 들어, 라켓 한 쪽 면에는 강한 스핀을 구사할 수 있는 러버를 붙이고 다른 한 면에는 스핀이 전혀 걸리지 않는 러버를 부착한 후 경기 중에 면을 바꿔가면서 플레이하면, 전혀 다른 종류의 스핀을 동시에 구사할 수 있게 된다. 경기 중 상대 선수의 러버 타입을 구분하는 것을 돕기 위해, 국제 규정은 라켓의 한 쪽 면은 반드시 빨간색, 다른 한 쪽 면은 반드시 검은색으로 하도록 정하고 있다. 각 선수에게는 경기 전에 상대 선수의 라켓에 사용된 러버의 재질과 색깔을 확인할 권리가 주어진다. 현재 규정은 파손된 경우를 제외하고는 경기 도중 라켓을 바꿀 수 없다고 정하고 있다. 다만 파손된 경우라도, 예비 라켓이 있어야 심판의 허가 아래 바꿀 수 있다. 예비라켓이 없다면 파손이 되었다고 해서 바꿀 수 없다. 또한 경기 도중에는 러버를 다시 붙이거나, 러버를 바꿀 수 없다. 바꾸고 싶다면 예비 라켓으로만 바꿀 수 있다. 그 이유는 러버를 다시붙이게 될 경우 시간지연이 커지기 때문이다.

## 경기 방식

### 경기의 시작
ITTF 규정 2.13.1에 따르면 서브 순서와 코트 선택권은 추첨으로 정한다. 한 선수가 서브우선권을 선택하면 다른 선수는 코트를 선택할 수 있다. 공식적인 경기에서는 일반적으로 동전 던지기가 가장 흔히 이용되는 방식이다. 그외에도 가위바위보를 하거나 한 선수 또는 주심이 공을 한 쪽 손에 감추고 다른 한 선수가 어느 쪽 손에 공이 있는지를 맞추는 것으로 서브를 정하는 방법도 사용된다. 또 다른 방법으로는 한 선수가 상대편에게 공을 쳐서 넘긴뒤 4번의 랠리 후에 플레이를 시작하는 방식도 있다. 이것은 플레이 투 서브(play to serve) 혹은 랠리 투 서브(rally to serve)라 불린다.

### 서브와 리턴
경기는 서버의 서브와 함께 시작된다. 서버는 라켓을 쥔 반대편 손으로 공을 들고 테이블 앞에 서는데, 이 때 상대가 공을 볼 수 있게 손바닥을 펼치고 그 위에 공을 올려 놓아야 한다. 이어서 토스를 할 때에는 스핀 없이 똑바로 위를 향해 최소 16센티미터(약 6인치) 이상 공을 던져 올려야 한다. 그리고 떨어지는 공을 쳐서 자기 쪽 코트에 먼저 한 번 바운드 된 후 상대편 코트에 바운드되게 해야 하며, 이 때 네트를 건드려서는 안된다. 동호인 수준의 경기에서는 서브시 공을 충분히 높이 토스하지 않는 경우가 많으나, 이러한 동작은 서버에게 지나치게 유리한 것으로 간주되어 공식 경기에서는 엄격히 금지된다.
서브를 할 때 공은 항상 엔드라인 뒤쪽, 테이블 표면보다 높은 위치에 있어야 한다. 서버는 자신의 신체 일부나 옷으로 공을 가려서는 안되며, 항상 상대 선수와 주심이 명확히 볼 수 있게 유지되어야 한다. 서브 규정에 위반되는 것으로 의심되는 행동을 발견할 경우 주심은 경기를 일시 중단시키고 서버에게 경고를 선언할 수 있다. 서버가 서브에 실패하거나 1차 경고 후에 규정 위반으로 의심되는 행동을 다시 범할 경우 리시버가 득점하게 된다.
서버가 서브에 성공하면 리시버는 공이 자기 쪽 코트에 두 번 바운드 되기 전에 받아 쳐서 네트를 넘겨 상대편 코트에 들어가게 해야 한다. 이 때부터는 공이 네트에 맞고 넘어가더라도 무방하다. 이렇게 양 선수 중 어느 한 쪽이 공을 넘기지 못할 때까지 랠리는 지속된다. 서버는 서브를 할 때 공의 스핀과 스피드를 자유롭게 조절하며 리시버의 리턴을 어렵게 만들 수 있기 때문에, 서브 리턴은 탁구에서 가장 어려운 부분 중 하나이다.

### 레트
레트(let)는 랠리를 중단하고 그 랠리를 점수에 넣지 않는 것으로, 다음과 같은 상황에서 선언된다.
- 서브시 공이 네트에 맞고 리시버 쪽 코트에 바운드 되거나, 리시버 쪽 코트에 바운드 되기 전에 리시버가 공을 건드리는 경우.
- 리시버가 준비되지 않은 상태에서 서브가 시작된 경우.
- 외부의 방해로 인해 서브 및 리턴 실패, 혹은 규정 위반을 저지른 경우.
- 주심 또는 부심에 의해 경기가 중단된 경우.

### 득점
선수는 다음과 같은 상황에서 득점하게 된다.
- 상대가 서브나 리턴에 실패한 경우.
- 상대가 서브나 리턴을 한 공이 자신의 코트에 바운드 되기 전에 네트 이외의 곳에 맞을 경우.
- 상대가 친 공이 바운드 되지 않고 코트를 넘어간 경우.
- 상대가 공을 가린 경우.
- 상대가 공을 연속해서 두 번 친 경우. 라켓을 쥔 손은 라켓의 일부로 간주되기 때문에 공이 손을 맞고 넘어오는 경우도 정상적인 랠리의 일부분으로 인정된다. 2010년 9월 1일 현재 규정상 실수에 의해 손에 먼저 맞은 뒤 라켓을 맞고 넘어 온 공은 정상적인 랠리로 인정된다.
- 상대가 러버를 붙이지 않은 쪽 라켓면으로 공을 쳐 넘기는 경우.
- 상대가 탁구대를 움직이게 만들거나 네트를 건드린 경우.
- 상대가 라켓을 들지 않은 쪽 손으로 탁구대를 건드린 경우.
- 촉진룰이 적용되는 경기에서 리시버가 공을 13회 받아 넘기는 데 성공한 경우.
- 주심으로부터 경고를 선언 당한 선수 또는 팀이 동일 개인전 경기 혹은 단체전 경기에서 다시 규정 위반을 범한 경우. 세 번째로 규정 위반을 범하면 2점을 잃게 된다.[20] 개인전 혹은 단체전 경기가 모두 종료되지 않은 경우 남아 있는 페널티 점수는 다음 경기에 그대로 적용된다.[19]

11점을 먼저 득점한 선수가 해당 게임에서 승리하게 된다. 10대 10으로 동률을 이뤄 듀스(deuce)가 된 경우, 먼저 연속으로 2점을 획득하는 선수가 게임을 이기게 된다. 경기는 3, 5, 7, 9 등 홀수 개의 게임으로 구성되는데, 공식적인 경기는 일반적으로 5 또는 7 게임으로 진행된다.

### 서브권 및 코트 위치
서브권은 어느 쪽이 득점하는가에 관계 없이 경기 종료시까지 매 2포인트마다 바뀐다. 단, 10대 10으로 듀스가 된 상황에서는 각 선수가 한 번씩만 서브를 하고 서브권을 넘기게 되며, 촉진룰에 의해 서버가 실점한 경우에도 서브권이 바뀌게 된다. 첫 게임에서 첫 서브를 넣은 선수는 2번째 게임에서 리시브로 시작하게 되며, 이후 게임도 같은 방식으로 첫 서브권을 번갈아가며 갖게 된다
21점제 경기의 경우, 서브는 매 5포인트마다 바뀐다. 두 선수가 20대 20으로 동률을 이루어 듀스가 된 경우, 어느 한 선수가 2점을 먼저 연속으로 획득할 때까지 서브를 한 번씩 번갈아가며 넣게 된다.
매 게임이 끝난 후에는 양 선수가 코트 위치를 바꾸게 된다. 경기의 마지막 게임에서는 어느 한 선수가 5점을 얻으면 코트 위치를 바꾼다. 착오에 의해 서브 순서나 코트 위치가 잘못된 경우가 발견되더라도, 그 상황에서 얻은 득점은 유효하다.

### 복식 경기

- 복식 경기의 서비스 영역*

각각 2명의 선수로 이루어진 2팀이 겨루는 복식 경기는 단식 경기와 규칙이 거의 유사하나 아래와 같은 룰차이가 있다.
1. 탁구대를 길이 방향으로 반으로 나누는 선이 복식 서비스 영역을 가리키는 용도로 사용된다. 서버는 공이 자기 쪽 코트의 오른쪽 반 안에서 바운드 된 후 대각선 반대편의 상대방 코트 안에 바운드 되도록 서브해야 한다.
2. 각 팀의 선수들은 번갈아 가며 공을 쳐야 한다. 예를 들어, A와 B 선수로 이루어진 팀과 X와 Y 선수로 이루어진 팀이 경기를 할 때 A가 서버이고 X가 리시버라면, 공을 치는 순서는 A → X → B → Y가 된다.
3. 서브권이 바뀌면, 이전에 리시버였던 선수가 서버가 되고 이전에 서버였던 선수의 파트너가 리시버가 된다. 예를 들어, A → X → B → Y의 순서로 랠리를 진행했을 경우 이후에 서브권이 바뀌면 랠리 순서는 X → B → Y → A가 된다.
4. 매 게임의 첫 서브를 넣는 팀은 두 선수 중 어느 사람이 먼저 서브를 넣을 지 정할 수 있다. 반면, 리시브 순서는 첫 게임에서 정한 순서가 경기 내내 유지된다. 이에 따라, 한 게임에서 첫 서브를 넣을 선수가 정해지면 리시버는 자동적으로 이전 게임에서 그 첫 서버에게 서브를 했던 선수가 된다. 예를 들어, 첫 게임에서의 랠리 순서가 A → X → B → Y였다면, 2번째 게임에서의 첫 랠리 순서는 X와 Y 중 어느 선수가 먼저 첫 서브를 넣느냐에 따라 X → A → Y → B 또는 Y → B → X → A가 된다.
5. 마지막 게임에서 어느 한 쪽이 5득점을 하면 코트 위치를 바꾸게 되며, 리시브를 하는 팀은 리시버의 순서를 바꿔야 한다. 예를 들어, 마지막 세트에서 5점을 획득하기 직전의 랠리 순서가 A → X → B → Y였고 A가 두 번째로 서브를 넣을 차례라면, 코트 위치를 바꾼 후 랠리 순서는 A → Y → B → X와 같이 되어야 한다. 코트 체인지와 함께 서브권도 바뀐 경우에는 X가 다음 서버 차례가 되며 랠리 순서는 X → A → Y → B가 된다.

대부분의 국제 대회에서 단식과 복식 경기가 모두 행해진다. 하계 올림픽에서는 1988년부터, 코먼웰스 게임에서는 2002년부터 탁구 종목이 도입되어 단식과 복식 경기가 치러졌다. 2005년 국제 탁구 연맹은 2008년 하계 올림픽부터 복식 경기가 단체전의 일부로만 진행될 것이라고 발표하였다.

### 촉진 제도
촉진 제도(expedite system)는 탁구 경기 시간의 단축을 위해 만들어진 규정이다. 한 세트가 경기 시간 10분 후에도 끝나지 않고 18점 이상이 득점되지 못하면, 촉진 제도가 적용된다. 주심은 일단 경기를 중단한 후, 각 선수가 1점 마다 번갈아가며 서브를 하도록 경기가 재개된다. 서버는 상대가 공을 13회 연속으로 받아 넘기기 전에 점수를 얻어야 하며, 그러지 못할 경우 상대방이  1점을 득점하게 된다. 촉진 제도는 경기 도중 어느 때라도 양쪽 선수 혹은 조가 요구하면 적용될 수도 있다. 경기 중 일단 적용되면, 촉진 제도는 경기가 끝날 때까지 계속 적용된다. 촉진 제도는 일반적으로 수비형 선수의 경기에서 적용되는 일이 많다.

## 세계 랭킹
- 2020년 12월 기준

### 남자
| 순위   | 시니어               | 주니어                     |
| ------ | -------------------- | -------------------------- |
| 1      | 중국                 | 폴란드                     |
| 2      | 독일                 | 대만                       |
| 3      | 일본                 | 중국                       |
| 4      | 대한민국             | 벨기에                     |
| 5      | 대만, 스웨덴, 브라질 | 러시아                     |
| 6      | -                    | 일본                       |
| 7      | -                    | 슬로바키아, 체코           |
| 8      | 인도                 | -                          |
| 9      | 프랑스               | 이탈리아                   |
| 10     | 오스트리아           | 미국                       |
| 11     | 포르투갈             | 싱가포르                   |
| 12     | 크로아티아           | 대한민국                   |
| 최하위 | 캄보디아 (151위)     | 중앙아프리카공화국 (115위) |

### 여자
| 순위   | 시니어               | 주니어             |
| ------ | -------------------- | ------------------ |
| 1      | 중국                 | 중국               |
| 2      | 일본                 | 일본               |
| 3      | 독일                 | 프랑스, 미국, 홍콩 |
| 4      | 대만                 | -                  |
| 5      | 홍콩                 | -                  |
| 6      | 싱가포르             | 대만               |
| 7      | 대한민국             | 러시아             |
| 8      | 루마니아             | 이집트             |
| 9      | 미국                 | 인도               |
| 10     | 오스트리아, 네덜란드 | 독일               |
| 18     | 스페인, 태국         | 스웨덴, 대한민국   |
| 최하위 | 몰타 (131위)         | 사이프러스 (100위) |

## 같이 보기
- 국제 탁구 연맹
- 탁구공